# Centralamerikanska mästerskapet (volleyboll, damer)
Centralamerikanska mästerskapet är en volleybollturnering för damlandslag. Turneringen arrangeras av AFECAVOL (en zonorganisation inom NORCECA) sedan 1974. Costa Rica har varit det mest framgångsrika landslaget.

## Upplagor
| Säsong               | Säsong      | Podium     | Podium     | Podium      |
| År                   | Spelplats   | Guld       | Silver     | Brons       |
| -------------------- | ----------- | ---------- | ---------- | ----------- |
| 1974 mer information | El Salvador | Panama     | Guatemala  | El Salvador |
| 1976 mer information | Costa Rica  | Panama     | Costa Rica | Guatemala   |
| 1977 mer information | Guatemala   | Costa Rica | Guatemala  | El Salvador |
| 1987 mer information | Nicaragua   | Costa Rica | Guatemala  | Nicaragua   |
| 1989 mer information | Costa Rica  | Costa Rica | Guatemala  | Honduras    |
| 1991 mer information | Honduras    | Honduras   | Panama     | Nicaragua   |
| 1993 mer information | El Salvador | Costa Rica | Nicaragua  | Honduras    |
| 1995 mer information | Guatemala   | Costa Rica | Guatemala  | Honduras    |
| 1997 mer information | Honduras    | Costa Rica | Honduras   | Nicaragua   |
| 1999 mer information | Guatemala   | Costa Rica | Guatemala  | Nicaragua   |
| 2000 mer information | El Salvador | Costa Rica | Nicaragua  | El Salvador |
| 2002 mer information | Nicaragua   | Costa Rica | Nicaragua  | El Salvador |
| 2004 mer information | Nicaragua   | Costa Rica | Guatemala  | Nicaragua   |
| 2006 mer information | Costa Rica  | Costa Rica | Guatemala  | Nicaragua   |
| 2008 mer information | Nicaragua   | Costa Rica | Guatemala  | Nicaragua   |
| 2010 mer information | Panama      | Costa Rica | Panama     | Nicaragua   |
| 2012 mer information | El Salvador | Costa Rica | Nicaragua  | Guatemala   |
| 2014 mer information | Guatemala   | Costa Rica | Nicaragua  | Guatemala   |
| 2017 mer information | Nicaragua   | Costa Rica | Nicaragua  | Guatemala   |
| 2018 mer information | Belize      | Costa Rica | Belize     | El Salvador |
| 2021 mer information | Nicaragua   | Costa Rica | Nicaragua  | El Salvador |
| 2023 mer information | Nicaragua   | Costa Rica | Honduras   | Nicaragua   |

## Medaljörer
| Pos. | Lag         | Guld | Silver | Brons |
| ---- | ----------- | ---- | ------ | ----- |
| 1    | Costa Rica  | 19   | 1      | -     |
| 2    | Panama      | 2    | 2      | -     |
| 3    | Honduras    | 1    | 2      | 3     |
| 4    | Guatemala   | -    | 9      | 4     |
| 5    | Nicaragua   | -    | 7      | 9     |
| 6    | Belize      | -    | 1      | -     |
| 7    | El Salvador | -    | -      | 6     |